# Leslie Edgley
Pour les articles homonymes, voir Edgley.
Leslie Edgley, né le 14 octobre 1912 à Londres et mort le 15 septembre 2002, est un écrivain américain, auteur de roman policier. Il émigre au Canada en 1918 avec ses parents puis aux USA à Chicago en 1922.

## Œuvre

### Romans
- Fear No More (1946) Publié en français sous le titre Ne craignez plus…, Paris, S.E.P.E., coll. Le Labyrinthe no 7, 1948 (traduction de Jacques Decrest, préface de Pierre Véry)
- False Face (1947)
- The Angry Heart (1947) (autre titre Tracked Down)
- The Judas Goat (1952)
- Stranger in Town (1953)
- The Runaway Pigeon (1953) Publié en français sous le titre Un drôle d'oiseau, Paris, Presses de la Cité, Un mystère no 146 (1953) (traduction de Maurice-Bernard Endrèbe)
- Dirty Business (1969)
- Final Reckoning (1971)

## Filmographie

### Adaptation au cinéma
- 1961 : Fear No More, film américain réalisé par Bernard Wiesen, adaptation du roman éponyme

### Scénario pour le cinéma
- 1947 : The Thirteenth Hour, film américain réalisé par William Clemens

### Scénario pour la télévision
- 1949 : 1 épisode de la série télévisée américaine Suspense
- 1951 : 1 épisode de la série télévisée américaine Sky King
- 1953 : 1 épisode de la série télévisée américaine Mr. & Mrs. North